# Annette Brauerhoch
Annette Brauerhoch (* 1955) ist eine deutsche Filmwissenschaftlerin und Filmkritikerin.

## Leben und Werk
Brauerhoch studierte Kommunikationswissenschaften, Anglistik, Amerikanistik sowie Theater-, Film- und Fernsehwissenschaften in München und Frankfurt. Als Filmkritikerin schrieb sie unter anderem für epd Film und Die Zeit. In den 1980er- und 1990er-Jahren nahm sie Lehraufträge in Frankfurt am Main, Marburg und Zürich wahr. Von 1989 bis 1994 war sie wissenschaftliche Mitarbeiterin an der Universität Siegen und arbeitete zur Ästhetik, Pragmatik und Geschichte der Bildschirmmedien. Ab den späten 1990er-Jahren war sie für drei Jahre als DAAD-Gastprofessorin an der Columbia University in New York tätig. Anschließend wurde sie 2001 als Professorin für Filmwissenschaften an die Universität Paderborn berufen, wo sie 2021 emeritiert wurde.
Brauerhoch ist seit 1991 Mitherausgeberin der Zeitschrift Frauen und Film. Sie verfasste in den letzten Jahrzehnten zahlreiche Publikationen in Büchern und Zeitschriften, unter anderem zu „Filmgeschichte und –theorie, feministischer Filmkritik, Film- und Fernsehgenres, Schauspiel, Avantgarde- und Experimentalfilm.“ Ihre Habilitationsschrift veröffentlichte sie 2006 in überarbeiteter Form als Fräuleins und GIs Geschichte und Filmgeschichte im Stroemfeld Verlag.
Ein weiterer Schwerpunkt ihrer Tätigkeit liegt auf Kinokulturen und Publikumstheorien, auch in der Praxis ist sie an Festivals und Initiativen beteiligt. Sie ist Mitbegründerin von Oberhausen trifft Paderborn, einer mit den Oberhausener Kurzfilmtagen zusammenhängenden Veranstaltung, und des seit 2003 bestehenden studentischen Programmkinos Lichtblick in Paderborn. 1999 war sie Mitautorin und Hauptdarstellerin des Filmes fremd gehen. Gespräche mit meiner Freundin von Eva C. Heldmann, der auf der Berlinale in der Panorama-Sektion gezeigt wurde. An der Universität Paderborn baute sie eine Filmsammlung auf, die insbesondere auf Avantgarde- und Experimentalfilme von Filmemacherinnen spezialisiert ist.